# クインテット (ゲーム会社)
株式会社クインテットはかつて存在したコンシューマーゲーム機向けのソフトウェアメーカー。

## 会社概要

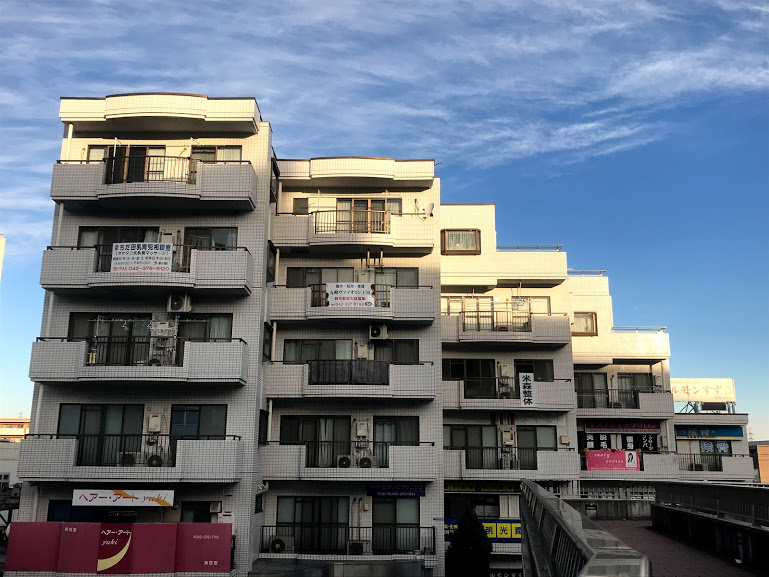
本社があったボヌール永山。(2018年12月撮影)

神奈川県川崎市麻生区南黒川にあるかわさきマイコンシティ南黒川地区にて、1989年4月設立(エニックス研究所と同じ敷地内)。後に東京都多摩市永山にあるマンションに移転している。
社名は音楽用語の「クインテット（五重奏）」から。当初は「プログラマー」・「企画」・「グラフィック」・「サウンド」の4つの要素から「カルテット（四重奏）」にしようとしたが、同地にカルテットを冠する会社があったため、「プロデューサー」を足した。
初代代表取締役社長は、日本ファルコムの『イース』、『イースII』のなどのメインプログラマーだった橋本昌哉。二代目代表取締役社長は、同ゲームのシナリオライターだった宮崎友好。その関係から、スーパーファミコン発売から間もなく発売された処女作『アクトレイザー』の音楽ではイースを手がけた古代祐三、キャラクターデザインは古代祐三の実妹である古代彩乃が担当し、特に古代祐三が担当したサウンドに関しては、オーケストラを髣髴させるということでユーザーから高い評価を受けた。
その後、スーパーファミコン用アクションロールプレイングゲームとして発売された『ソウルブレイダー』、『ガイア幻想紀』、『天地創造』（すべて発売はエニックス）はあわせて「ソウル三部作」または「クインテット三部作」と呼ばれ、同社独特の「創造と破壊」をテーマにした世界観を確立。多くの固定ファンをつけることになった。
ディスクメディアが主流となり開発費が高騰する中、ゲームアーツが中心となって設立した「GD-NET（GAME DESIGNERS NETWORK）」、GD-NETを母体とした「ESP」に参加し、セガサターンに参入。アルマニック（後のギブロ）で取締役開発部長を務めた七條敬重をディレクターに『コードR』を制作した。七條は後に、クインテットから分社したジャイアントセブンの代表を務める。
1995年には子会社としてシェードを設立。シェードの代表取締役には日本ファルコムやクインテットでグラフィッカーを務めていた横田幸次が就任。クインテットと共同でプレイステーションの作品を手掛ける。
しかし、2000年ごろを境に同社開発を明記したゲームは減少し、晩年は開発下請けを行なっていた。

## 公式サイトの沈黙
クインテット公式サイトは2008年3月頃まで存在していたが、その後消滅し、旧URLは現在別会社のものとなっている。また、消滅前の更新では2002年2月26日のものが最後であり、消滅まで長い間更新されなかった理由は不明である。
公式サイトには少なくとも2002年3月29日（ゲームボーイアドバンス用RPG、『マジカル封神』の発売日）までは掲示板が存在していた。だが同社の近況報告が全く出てこないことに痺れを切らしたファンによる、怒りの声が掲示板にあふれた。これに対し同社のスタッフから「現在は外部に提供できる情報がなく、また掲示板は閉鎖する」旨が書き込まれ、掲示板が閉鎖される一幕もあった。

## 晩年の動向
同社の情報が公式に発表されなくなった以降の動きとして、2002年3月29日にコーエーより発売されたゲームボーイアドバンス用RPG『マジカル封神』の開発があげられる。『マジカル封神』の著作権表記にはクインテットの名は一切ないが、開発者の一人がクインテットが開発したことを明らかにしている。また、ゲームボーイアドバンス用ゲームソフト『スーパーロボット大戦シリーズ』（A、R、D、J）のエンディングでサウンド担当として同社の名前が記載されている。
2005年3月24日発売の『イースIII -ワンダラーズフロムイース-』(PS2版)ではBGMを担当していたようだが、アレンジの出来はあまり評判がよくなかった。
その他、ネット上の有志の手によって、ゲームのエンディングクレジットにクインテットスタッフの名前が掲載されているゲームソフトがいくつか確認されている。このことからわかるように、晩年は、最盛期とは異なりクインテット製作を明記せずに、さまざまなソフトの部分的下請け開発を行なっていたようである。
フライトユニット代表の安堂ひろゆきはTwitterにて「クインテットは倒産した」という旨のTweetをしている。

## 開発タイトル

### スーパーファミコン
- アクトレイザー （1990年12月16日、エニックス）
- ソウルブレイダー （1992年1月31日、エニックス）
- アクトレイザー2 （1993年10月29日、エニックス）
- ガイア幻想紀 （1993年11月27日、エニックス）
- スラップスティック （1994年7月8日、エニックス）
- 天地創造 （1995年10月20日、エニックス）

### プレイステーション
- グランストリーム伝紀 （1997年11月6日、ソニー・コンピュータエンタテインメント） - シェード開発
- ブライティス（1999年10月14日、ソニー・コンピュータエンタテインメント） - シェード、アーク・エンタテインメントと共同開発
- プラネットライカ （1999年10月21日、エニックス）プログラム
- SIMPLE1500シリーズ Vol78 THE ゼロヨン（2001年10月25日、ディースリー・パブリッシャー）
- 犬夜叉（2001年12月27日、バンダイ）スペシャルサンクス

### セガサターン
- ソロ・クライシス （1998年1月22日、セガ）
- コードR （1998年7月9日、クインテット・ESP）

### ドリームキャスト
- 超発明BOYカニパン 〜暴走ロボトの謎!?〜（1999年7月8日、セガ）
- ゴジラ ジェネレーションズ マキシマム・インパクト （1999年12月23日、セガ）
- シェンムー～第一章 横須賀～（1999年12月29日、セガ）Production

### ゲームボーイアドバンス
- マジカル封神（2002年3月29日、コーエー） - ケーブル接続による連動要素がある『バトル封神』はシェード開発[9]
- ロボットポンコッツ2（2001年9月13日、ハドソン）
- スーパーロボット大戦シリーズ
  - スーパーロボット大戦A（2001年9月21日、バンプレスト）制作協力
  - スーパーロボット大戦R（2002年8月2日、バンプレスト）制作協力
  - スーパーロボット大戦D（2003年8月8日、バンプレスト）制作協力
  - スーパーロボット大戦J（2005年9月15日、バンプレスト）制作協力

### プレイステーション2
- リリーのアトリエ 〜ザールブルグの錬金術士3〜（2001年6月21日、ガスト）
- 機動新撰組 萌えよ剣（2002年12月26日、エンターブレイン）
- 犬夜叉 呪詛の仮面（2004年3月18日、バンダイ）
- ボボボーボ・ボーボボ 集まれ!! 体感ボーボボ（2004年12月16日、ハドソン）
- アルトネリコ 世界の終わりで詩い続ける少女（2006年1月26日、バンプレスト） ※協力・エフェクト制作
- BLEACH ～放たれし野望～（2006年2月16日、バンダイ）

### Wii
- ソウルイーター モノトーン プリンセス（2008年9月25日、スクウェア・エニックス） - 同社が関与した最後の作品。開発途中に倒産したため、スタッフは別会社に移籍した上で開発を継続[10]。

### Windows
- 落語タイピング寄席 楽太郎の真打（2002年9月20日[11]、クインテット）